# Irena Popiel
Irena Maria „Ika” Popiel (ur. 22 czerwca 1925 w Krakowie, zm. 15 października 2010 w Warszawie) – polska zakonnica, benedyktynka sakramentka, przeorysza klasztoru benedyktynek sakramentek w Warszawie, pomysłodawczyni i współzałożycielka Konferencji Przełożonych Żeńskich Klasztorów Kontemplacyjnych w Polsce.

## Życiorys
Urodziła się w 1925 roku w Krakowie jako pierwsze dziecko Kazimierza Popiela (1898–1957) – inżyniera górnictwa; oraz Anny z domu Latinik (1902–1969) – późniejszej urzędniczki Sądu Metropolitalnego w Krakowie, odznaczonej krzyżem Pro Ecclesia et Pontifice; wnuczka Franciszka Latinika i Heleny z domu Stiasny-Strzelbickiej. W 1936 roku urodził się jej młodszy brat, Andrzej Popiel, późniejszy aktor Teatru Muzycznego w Gdyni.
W latach 30. Kazimierz i Anna Popielowie mieszkali w Borysławiu, a potem we Lwowie, gdzie Irena Popiel ukończyła szkołę podstawową oraz dwie klasy gimnazjum ss. Urszulanek.
Zmobilizowany w 1939 roku, jej ojciec wziął udział w wojnie obronnej przed agresją niemiecką. Po przejściu szlaku bojowego został internowany na Węgrzech, a następnie, po wkroczeniu armii niemieckiej, aresztowany przez Gestapo i zesłany do obozu koncentracyjnego. Aby uniknąć wywózki na wschód, pozostała we Lwowie matka w 1940 roku przeniosła się wraz z dziećmi na stałe do domu swoich rodziców w Krakowie.
Podczas wojny ukończyła kurs na sanitariusza i działała jako sanitariuszka w Armii Krajowej. Od 1943 roku uczestniczyła w tajnym duszpasterstwie akademickim prowadzonym przez oo. Dominikanów uczęszczając na wykłady z teologii. W 1944 roku, w konspiracji, rozpoczęła studia na Wydziale Lekarskim Uniwersytetu Jagiellońskiego.
Po zakończeniu wojny wstąpiła do zakonu benedyktynek sakramentek. W 1945 roku została przyjęta do oblatury w Opactwie Tynieckim. W 1947 roku zgłosiła się do klasztoru ss. Benedyktynek-Sakramentek w Warszawie, gdzie została przyjęta. Przełożeni zdecydowali, by przerwała studia. Wstąpiła do klasztoru w listopadzie 1947 roku. Profesję czasową złożyła 22 czerwca 1949, a uroczystą w roku 1952. W tym samym roku otrzymała Konsekrację Dziewic z rąk prymasa Stefana Wyszyńskiego. Przyjęła imię Elżbieta.
W latach 1962–1967 była przeoryszą przeniesionego na Śląsk, uprzednio lwowskiego klasztoru benedyktynek sakramentek. Następnie, w latach 1967–1971 oraz 1977–1989 była przeoryszą klasztoru sakramentek w Warszawie. W latach 1980–1992 była prezeską Polskiej Federacji Klasztorów Benedyktynek od Nieustającej Adoracji Najświętszego Sakramentu. W tym czasie brała też udział w czterech międzynarodowych Zebraniach Federacji.
W 1997 roku została odznaczona przez prymasa Józefa Glempa Medalem „Ecclesiae populoque servitium praestanti”.
W opinii innych sióstr zakonnych, „choć była wnuczką słynnego generała Franciszka Ksawerego Latinika i odziedziczyła po nim energiczne usposobienie i jasność umysłu – odznaczała się wielką prostotą, bezpośredniością, szczerością i pokorą”.
Zmarła po krótkiej chorobie w nocy z 14 na 15 października 2010 roku, w klasztorze sióstr sakramentek w Warszawie. Uroczystości pogrzebowe odbyły się 18 października 2010 w kościele Sakramentek pod wezwaniem św. Kazimierza w Warszawie. Mszy pogrzebowej przewodniczył o. Gabriel Bartoszewski.